# Linnean Society of London
The Linnean Society of London (în română Societatea lineană din Londra) este prima societate științifică pentru studiul taxonomiei și istoriei naturale. Societatea publică reviste zoologice, dar și din domeniul botanicii și biologiei. Printre acestea se numără și The Linnean, o revizuire a istoriei societății și a taxonomiei în general.

## Medaliații Linneani

### Secolul al XIX-lea
- 1888: Sir Joseph D. Hooker și Sir Richard Owen
- 1889: Alphonse Louis Pierre Pyrame de Candolle
- 1890: Thomas Henry Huxley
- 1891: Jean Baptiste Édouard Bornet
- 1892: Alfred Russel Wallace
- 1893: Daniel Oliver
- 1894: Ernst Haeckel
- 1895: Ferdinand Julius Cohn
- 1896: George James Allman
- 1897: Jacob Georg Agardh
- 1898: George Charles Wallich
- 1899: John Gilbert Baker
- 1900: Alfred Newton

### Secolul al XX-lea
- 1901: Sir George King
- 1902: Albert von Kölliker
- 1903: Mordecai Cubitt Cooke
- 1904: Albert C. L. G. Günther
- 1905: Eduard Strasburger
- 1906: Alfred Merle Norman
- 1907: Melchior Treub
- 1908: Thomas Roscoe Rede Stebbing
- 1909: Frederick Orpen Bower
- 1910: Georg Ossian Sars
- 1911: Hermann Graf zu Solms-Laubach
- 1912: R. C. L. Perkins
- 1913: Heinrich Gustav Adolf Engler
- 1914: Otto Butschli
- 1915: Joseph Henry Maiden
- 1916: Frank Evers Beddard
- 1917: Henry Brougham Guppy
- 1918: Frederick DuCane Godman
- 1919: Sir Isaac Bayley Balfour
- 1920: Sir Edwin Ray Lankester
- 1921: Dukinfield Henry Scott
- 1922: Sir Edward Bagnall Poulton
- 1923: Thomas Frederic Cheeseman
- 1924: William Carmichael McIntosh
- 1925: Francis Wall Oliver
- 1926: Edgar Johnson Allen
- 1927: Otto Stapf
- 1928: Edmund Beecher Wilson
- 1929: Hugo de Vries
- 1930: James Peter Hill
- 1931: Karl Ritter von Goebel
- 1932: Edwin Stephen Goodrich
- 1933: Robert Hippolyte Chodat
- 1934: Sir Sidney Frederic Harmer
- 1935: Sir David Prain
- 1936: John Stanley Gardiner
- 1937: Frederick Frost Blackman
- 1938: Sir D'Arcy Wentworth Thompson
- 1939: Elmer Drew Merrill
- 1940: Sir Arthur Smith Woodward
- 1941: Sir Arthur George Tansley
- 1942: Premiul nu s-a acordat (Award suspended)
- 1946: William Thomas Calman și Frederick Ernest Weiss
- 1947: Maurice Jules Gaston Corneille Caullery
- 1948: Agnes Arber
- 1949: D. M. S. Watson
- 1950: Henry Nicholas Ridley
- 1951: Theodor Mortensen
- 1952: Isaac Henry Burkill
- 1953: Patrick Alfred Buxton
- 1954: Felix Eugene Fritsch
- 1955: Sir John Graham Kerr
- 1956: William Henry Lang
- 1957: Erik Stensiö
- 1958: Sir Gavin de Beer și William Bertram Turrill
- 1959: H. M. Fox și Carl Skottsberg
- 1960: Libbie H. Hyman și Hugh Hamshaw Thomas
- 1961: Edmund W. Mason și Sir Frederick Stratten Russell
- 1962: Norman L. Bor și George Gaylord Simpson
- 1963: Sidnie M. Manton și William H. Pearsall
- 1964: Richard E. Holttum și Carl Frederick Abel Pantin
- 1965: John Hutchinson și John Ramsbottom
- 1966: George Stuart Carter și Sir Harry Godwin
- 1967: Charles Sutherland Elton și Charles E. Hubbard
- 1968: A. Gragan și T. M. Harris
- 1969: Irene Manton și Ethelwynn Trewavas
- 1970: E. J. H. Corner și Errol I. White
- 1971: Charles R. Metcalfe și J. E. Smith
- 1972: A. R. Clapham și A. S. Romer
- 1973: G. Ledyard Stebbins și John.Z.Young
- 1974: E. H. W. Hennig și Josias Braun-Blanquet
- 1975: A. S. Watt și Philip M Sheppard
- 1976: William Thomas Stearn
- 1977: Ernst Mayr și Thomas G. Tutin
- 1978: Olav K. H. Hedberg și Thomas Stanley Westoll
- 1979: R. McN. Alexander și P. W. Richards
- 1980: Geoffrey Clough Ainsworth și Roy Crowson
- 1981: Brian Laurence Burtt și Sir Cyril Astley Clarke
- 1982: P. H. Davis și Peter H. Greenwood
- 1983: Cecil T. Ingold și M. J. D. White
- 1984: John G. Hawkes și J. S. Kennedy
- 1985: Arthur Cain și Jeffrey B. Harborne
- 1986: Arthur Cronquist și Percy C. C. Garnham
- 1987: Geoffrey Fryer și V. H. Heywood
- 1988: John L. Harley și Sir Richard Southwood
- 1989: William Donald Hamilton și Sir David Smith
- 1990: Sir Ghillean Tolmie Prance și F. Gwendolen Rees
- 1991: William Gilbert Chaloner și R. M. May
- 1992: Richard Evans Schultes și Stephen Jay Gould
- 1993: Barbara Pickersgill și L. P. Brower
- 1994: F. E. Round și Sir Alec John Jeffreys
- 1995: S. M. Walters și John Maynard Smith
- 1996: Jack Heslop-Harrison și Keith Vickerman
- 1997: Enrico S. Coen și Rosemary Helen Lowe-McConnell
- 1998: Mark W. Chase și C. Patterson
- 1999: Philip Barry Tomlinson și Q. Bone
- 2000: Bernard Verdcourt și Michael F. Claridge

### Secolul al XXI-lea
- 2001: Chris Humphries și Gareth J. Nelson
- 2002: Sherwin Carlquist și William J. Kennedy
- 2003: Pieter Baas și Bryan Campbell Clarke
- 2004: Geoffrey Allen Boxshall și John Dransfield
- 2005: Paula Rudall și Andrew Smith
- 2006: David Mabberley și Richard A. Fortey
- 2007: Phil Cribb și Thomas Cavalier-Smith
- 2008: Jeffrey Duckett și Stephen Donovan
- 2009: Peter Shaw Ashton și Michael Akam
- 2010: Dianne Edwards și Derek Yalden
- 2011: Brian Coppins și H. Charles Godfray
- 2012: Stephen Blackmore și Peter Holland
- 2013: Kingsley Wayne Dixon
- 2014: Niels Kristensen și Hans Walter Lack
- 2015: Engik Soepadmo, Claus Nielsen și Rosmarie Honegger
- 2016: Sandra Knapp și Georgina Mace
- 2017: Charlie Jarvis și David Rollinson
- 2018: Kamaljit S Bawa, Jeremy Holloway și Sophien Kamoun